# Kortikobasal degeneration
Kortikobasal degeneration (CBD) är ett ovanligt sjukdomstillstånd som kan orsaka gradvis ökande problem relaterade till tal, rörelse, minne och förmåga att svälja. Ibland kallas tillståndet även kortikobasalt syndrom (CBS).
Tillståndet orsakas av att ett ökat antal hjärnceller skadas eller dör över tid, och drabbar främst vuxna i åldern 50 till 70 år. Ofta utvecklas dock sjukdomen efter 60 års ålder. Den fortskrider snabbare än Parkinsons sjukdom.
Vanliga symtom på sjukdomen inkluderar: svårigheter att kontrollera en lem på ena sidan av kroppen, muskelstelhet, darrningar, dystoni, problem relaterade till koordination och balans, talsvårigheter, symtom på demens och svårigheter att svälja.